# Antonio Donato
Antonio Donato (São Carlos, 11 de julho de 1922, — São Paulo, 6 de outubro de 2009) foi um empresário e político brasileiro. Foi vereador e deputado estadual do Estado de São Paulo pela cidade de São Carlos e região. 

## Carreira
Antonio Donato pertenceu ao PTB, foi vereador em São Carlos em três legislaturas: de 1948 a 1951, de 1956 a 1959 e de 1960 a 1964 e em seguida elegeu-se deputado estadual. Na Assembléia Legislativa do Estado de São Paulo exerceu dois mandatos até 1972, destacam-se entre as suas principais lutas a implantação da Universidade Federal de São Carlos (UFSCar) e a Junta de Conciliação e Julgamento de São Carlos. 
Foi proprietário da Destilaria São Gregório em Ibaté. Exerceu cargos de delegado regional do Trabalho e delegado do antigo Instituto de Aposentadorias e Pensões dos Comerciários (IAPC) em São Paulo.